# Cebarre
Cebarre, né Charles Barre le 11 novembre 1949 à Paris, est un dessinateur, peintre français, scénariste et réalisateur de film et de clip vidéo, généralement considéré comme "le peintre des étoiles". 

## Biographie
Son œuvre se remarque par l’ambiance nuageuse de ses paysages lunaires et par la mélancolie ambiguë de ses curieux personnages qu’il dit être “humains”.
Le style ne cache pas une profonde inspiration Pop Art dans laquelle l’artiste se laisse guider par deux peintres américains, Edward Hopper et Lucian Freud. L’ensemble de son travail reflète une tendance ultra figurative.
Après des études de droit et de dessin à Paris, Cebarre - Charles Barre - s’oriente dès 1970 dans la création textile aux côtés notamment de Primerose Bordier.
En 1990, il découvre les horizons nouveaux de l'infographie. Il faut attendre 1996 pour qu’il élabore un nouveau concept qu’il nommera OGA, en anglais : Objective Gradient Act.
OGA repose sur le phénomène de l’opacité radiale. Cebarre exploite largement la méthode sur l’ensemble de son œuvre.
En 2001, la création d’Arts-System - Art in your Computer - lui donne les moyens de conquérir le marché américain.

## Œuvres
- 2001 / 2007 - First Period. 274 travaux numérisés et publiés sous An Other World: "Les papillons" (2001), Les derniers Éléphants (2002), The Cross (2003), A New Star (2004), The World of Nicolas Tesla (2007).

- 2003 / 2008 - Second Period. La Période se compose de 4 collections distinctes :
  - Galactica Memorandum : 62 Portraits. Huiles sur toile. Revolution. (2003), You. (2006), Miss Xi. (2006), Out of the City. (2007), Son of the Stars. (Triptyque 2007)
  - Mythological wave 2008 : 9 Portraits. Huiles sur toile de grande dimension, Apolo (2008), Hermes (2008),
  - Les 9 Muses 2008 : 9 Portraits. Huiles sur toile, Kleio (2008), Erato (2008),
  - Les 7 Nymphes 2008 : 7 Portraits. Huiles sur toile, Chrisalis Twin Silva (2008), Chrisalis Antiga (2008).

- 2010 / 2011 - Revival. Cette période se compose de 4 Collections inachevées à ce jour.
- Big Sleep 2010. 16 Portraits et Paysages. Huiles sur toile : Marble Light, Back in Black, Black and White, Babylon, Amnesty, Apache Dream, Adagio, GalacticaBoy, Galacticastory, Hand Ball, Foot Ball, Kiss, Red, Say Good Bye, Big Sleep, 2012.
- Paris-New York 2010. 4 Huiles sur toile : Midnight Studio, Midnight Studio 2, Paris, New York.
- Œuvres inédites 2005/2010 Mask, Regards II, Regards II Studio, Heavy is the Cross, Heavy is the Cross Etudes et Détails I, Heavy is the Cross Etudes et Détails II, Star Face, Le Regard.
- Hydrogen 2011 est la dernière période connue. Huiles sur toile. Drakar, Axium portrait, March 11...In Memory, Atomizer, No Man's Land, Human Melody, ray of Light, Yellow Stones, Helium.
- Adagio (2010), Œuvres Inédites 2010. À ce jour 7 toiles sont répertoriées, Le Regard (2010).

## Publications
- Cebarre, Éditions, 2001
- Cebarre, Éditions 2010 Calalogue Haïti Action Artistes
- Guidarts, 2009 Paris.
- MDM, La Maison Des Artistes, Paris.